# روبرت إلين
روبرت إلين (بالإنجليزية: Robert Ellin)‏ هو نحات أمريكي، (ولد في يوركشاير في المملكة المتحدة 1837  م).